# Armando Mazza
Armando Mazza (Palermo, 13 agosto 1884 – Milano, 19 gennaio 1964) è stato un poeta, scrittore e giornalista italiano.
Protagonista della prima stagione del Futurismo, fu apprezzato poeta parolibero, poi giornalista, e ancora poeta di intenso lirismo negli anni tardi.

## Biografia

### Giovinezza e formazione palermitana
Armando Mazza nasce a Palermo il 13 agosto 1884 da Salvatore, ingegnere edile, e da Marianna De Francisco, di famiglia nobile.
Studi classici e incontri con artisti e scrittori sono alla base della formazione palermitana; musica, poesia e teatro sono i piaceri intellettuali a cui Mazza unisce l’attività atletica.
Uno scritto del poeta e saggista Salvatore Cutino ricostruisce l’ambiente palermitano: «Lo conobbi nei primi albori del Novecento e, per essere preciso, nel 1901. Entrambi appartenevamo al Cenacolo del Caffè Palermo, ove convenivano artisti e scrittori di tutte le età e di diverse stature culturali, alcuni dei quali erano già noti, come nel caso del filosofo Antonio Consentino... Fra gli artisti di quel notevole gruppo mi piace citare Francesco Versaci e Nino Brusca, il primo scultore geniale e il secondo pittore valorosissimo... Fra gli scrittori, oltre al menzionato filosofo Antonio Consentino, sono meritevoli di essere ricordati Federico De Maria, Domenico Milelli, Sante Sottile Tomaselli, Giuseppe Ernesto Nuccio, Alessio Di Giovanni e Vito Mercadante. In mezzo a tanta eletta compagnia spiccava, come in uno sfondo michelangiolesco, la figura erculea di Armando Mazza – un giovane biondo, dai limpidi occhi ceruli, e dal volto rotondo e gioviale, illuminato da un perenne sorriso plenilunare, ove trapelava il suo animo, battagliero sì, ma addolcito da nativa bontà e gentilezza...».

### Sete di nuovi orizzonti: da Roma a Milano
Mazza sente crescere nelle vene «un sangue di rivoltoso» e nei moti socialisti dei Fasci Siciliani vede «la legittima redenzione della gleba». Nel 1902 interrompe gli studi classici, «incompatibili col suo temperamento esuberante», e si allontana dalla Sicilia e dagli isolani, amati per «il gusto cordiale della socievolezza, la dedizione alla fedeltà», ma troppo animosi e insieme conformisti per «ancestrali paure».
La «sete di nuovi orizzonti» lo porta prima a Milano, dove frequenta il Corso di recitazione dell’Accademia dei Filodrammatici, quindi, appena ventenne, a Roma, dove recita, con voce educata «fremente di giovinezza e di passione», in ritrovi di intellettuali e cenacoli di amici (nel “cenacolo della soffitta”, in via Principe Amedeo, si ritrovano, con Armando Mazza, Giuseppe e Rosario Altomonte, Pietro Sgabelloni, Archimede Longo e il giovanissimo Auro D'Alba).
A Roma, stringe amicizia con Sergio Corazzini, Libero Altomare, Luciano Folgore, Umberto Boccioni e Mario Sironi.

### Futurista d’assalto
Determinante è l’incontro, intorno al 1910, con Filippo Tommaso Marinetti. Mazza – con il fondatore del Futurismo e con Paolo Buzzi, Umberto Boccioni, Luigi Russolo, le “vestali” Nina e Marietta Angelini – organizza l’attività redazionale e propagandistica del movimento milanese, in via Senato 2 prima poi nella Casa Rossa di corso Venezia. «Sedotto dal fulgente estro di Marinetti, / demiurgo insuperabile di vita e d’ardimento, / fui tra i piròmani delle aurore futuriste / contro i detriti del passato», scriverà nel 1953
Le “serate futuriste” nei teatri d’Italia (al Politeama Rossetti di Trieste, al Teatro Lirico di Milano, al Politeama Chiarella di Torino, al Teatro Mercadante di Napoli, al Teatro Dal Verme di Milano...) lo vedono declamatore e sfollatore di pubblico berciante e “passatista”, ritratto da Boccioni in una caricatura e in uno splendido pastello divisionista.
Viaggi e soggiorni a Parigi e a New York infiammano il senso di italianità in contesti internazionali. A Parigi conosce Amilcare Cipriani e collabora con istituti di propaganda culturale, a New York, con lo scultore e scrittore Onorio Ruotolo, fonda la rivista politico-letteraria “La Nuova Italia”, che dà voce agli italiani immigrati negli Stati Uniti e alle esigenze di rinnovamento in campo artistico.

### Poeta, dal verso libero alle parole in libertà
Armando Mazza compare nel 1910 nei quadri della Direzione del Movimento Futurista alla voce "Poesia" e sulla rivista napoletana "La Tavola Rotonda" che dà spazio al futurismo; nel 1911 tra i «grandi poeti incendiarî»; e, nel 1912, tra i poeti futuristi, con la lirica in versi liberi A Venezia, nell’antologia I poeti futuristi.
Il poeta – in rapporto epistolare con Hrand Dazariantz per far conoscere i poeti futuristi in Turchia – passa dal verso libero (A Venezia, Due morti) alle parole in libertà (prima pubblicate su riviste futuriste – "La balza", "La Folgore futurista", "l’Italia Futurista", "Vela Latina", "La Diana", "La Scalata", "Procellaria", "Freccia Futurista" –, poi raggruppate in "poemi postali" – 10 liriche d’amore, Cartoline postali di guerra – e raccolte nel volume Firmamento) e alle tavole parolibere (Dirigibile + cielo, Fuochi pirotecnici).

### Firmamento
Il volume Firmamento, dedicato a Paolo Buzzi "Asso della Poesia d’Italia", comprende 37 liriche parolibere, composte fra il 1915 e il 1920, e si avvale della prefazione di F. T. Marinetti che parla di «un temperamento lirico ultrapotente, originalissimo, impetuoso e insieme ultrasensibile» passato «alle eleganze squisite di una sensibilità quasi morbosa e di un pensiero ultra-astratto alle sue esplosioni sonore di grande declamatore di versi e di polemista violento». Non più «la successione narrativa e il catalogo logico di fatti, immagini, idee», ma parole-immagini nuove, originali, disposte a gruppi sulla pagina in una «poliespressione simultanea» di suoni, colori, odori, orchestrazione lirica di emozioni e impressioni, realizzata con la collaborazione della tipografia rivoluzionaria di Angelo Taveggia (proto Cesare Cavanna) per le Edizioni futuriste di "Poesia" (con un moderato oltranzismo tipografico, caratterizzato da diversità di caratteri, mimetismo delle lettere, «ortografia libera espressiva», allungamenti delle parole).

### Giornalista e direttore di giornali
Nel 1907 Mazza esordisce nel giornalismo come redattore del periodico milanese “L’Illustrazione teatrale” (1907-1909), diretto da Luigi Noto, e de "L’Olimpo artistico"; prosegue come direttore delle riviste “Comoedia” da lui fondata (1908-1909) e de “Il nuovo teatro” (1910-1911). 
Nel settimanale antibolscevico “I Nemici d’Italia” «intriso di passione italica», da lui fondato e uscito a Milano dal 10 agosto 1919 al 26 dicembre 1920 – a cui collaborano Filippo Tommaso Marinetti, Giuseppe Bottai, Alberto Businelli, Paolo Buzzi, Francesco Cangiullo, Mario Carli, Bruno Corra, Ernesto Daquanno, Mario Dessy, Gastone Gorrieri, Luciano Nicastro, Enrico Rocca, Emilio Settimelli, Volt – fa le sue prove un giornalismo d’assalto dalla foga corrosiva: futurista, battagliero, aggressivo, intransigente, antinittiano e antigiolittiano, che dà voce al combattentismo e al nazionalismo più acceso, patriottico (e si riassume nei nomi di d’Annunzio, Filippo Tommaso MarinettiMarinetti, Mussolini).
Dal 1923 al 1925, Mazza è vicedirettore de L’Impero, fondato da Mario Carli e da Emilio Settimelli, direttore del settimanale milanese La Grande Italia, condirettore del Giornale del Veneto e corrispondente politico dalla capitale della Gazzetta di Venezia; dal 1º ottobre 1926 all’8 gennaio 1928 è direttore de L’Arena di Verona; dal 15 gennaio 1928 al 2 dicembre 1929 è direttore del Giornale di Genova; dal 1º luglio 1931 al 13 novembre 1937 è direttore della Cronaca prealpina di Varese; dal 16 novembre 1937 al 7 novembre 1940 è direttore de Il Resto del Carlino.
Giornalista e direttore di giornali, il sodale di Marinetti nelle battaglie artistiche rivela, nei numerosi articoli firmati, passione e fede nel fascismo rivoluzionario e tutto l’ardore del suo esuberante temperamento; nelle testimonianze di chi l’ha conosciuto, grandi qualità umane – bontà, umiltà, generosità, rigore morale, amore di patria – e passione letteraria, che riversa nella terza pagina lasciando campo aperto alle penne più note e ai giovani più dotati.

### Poesia in tono minore
Negli anni del dopoguerra riprende a scrivere versi in uno stato d’animo angosciato: «Siamo stati investiti, senza soccombere, dall’uragano dell’ignavia e della mediocrità».
Le liriche (meglio «sequenze ritmiche»), percorse da un sentimento di nostalgia accorata, sono rievocazioni e visioni di figure ed episodi dell’infanzia e dell’adolescenza nel contesto siciliano carico di luce e di colori, di figure incontrate ed amate nella giovinezza e nella maturità.
È anche l’abbandono delle innovazioni parolibere e della scrittura “visuale” per un ritorno all’ordine formale, in un diverso contesto storico. «Il suo eloquio è tutto un gemere di tortore, / è scandito come un salmo». Si susseguono sillabazioni «intrise di placidezza serena».

### Morte
Sofferente di cuore, Armando Mazza morì a Milano, il 19 gennaio 1964, nel suo appartamento milanese di Corso Plebisciti: aveva lungamente preparato per le stampe l'opera dal titolo Spirito e Sangue pubblicata postuma nel dicembre 2017. La sua morte fu annunciata dal Corriere della Sera. Nei giorni e nei mesi successivi tutte le testate delle città in cui Mazza ha avuto presenza attiva dedicarono pagine al ricordo dell'uomo, del poeta e del giornalista. È sepolto dal 1978 nella cappella gentilizia di Santo Spirito a Palermo.

## Opere

### Liriche
- Due morti, liriche, Unione tipografica, Milano 1919.
- 10 liriche d’amore, Facchi Editore, Milano 1919
- Cartoline postali di guerra, Stabilimento Tipografico Angelo Taveggia, Milano, s. d.
- Firmamento, con una spiegazione di F. T. Marinetti sulle “parole in libertà”, Edizioni futuriste di “Poesia”, Milano 1920.
- Lelia la sposa perduta, Gastaldi Editore, Milano 1952.
- Mamma, poemetto, Gastaldi Editore, Milano 1953.
- Il padre, Convivio letterario, Milano 1959.
- Firmamento, ristampa anastatica con Nota di L. Caruso, Postfazione di U. Balistreri e T. Romano, contributi di Anna Maria Mazza (Armando Mazza) e Anna Maria Ruta (Il paroliberismo di Armando Mazza), Istituto Siciliano Studi Politici ed Economici, Palermo 2001.
- Spirito e Sangue, a cura di V. G. Bono, Ceo Letteratura, Voghera 2017.

### Saggi
- Proiezione lirica de “L’Ellisse e la Spirale” di Paolo Buzzi, ne “La Folgore Futurista”, Pavia, febbraio 1917 (poi in M. Verdone, Prosa e critica futurista, Feltrinelli, Mlano 1973.
- Prefazione a Pietro De Francisco, Rinnoviamo la pittura, Nuova Gazzetta Letteraria, Milano 1917.
- Nina Angelini - In memoriam, a cura di A. Mazza e P. Buzzi, Tip. La Periodica Lombarda, Milano 1926.
- Paolo Buzzi nel “Famedio degli Astri”, in “Fenarete”, Milano, marzo-aprile 1956, (poi nel vol. Omaggio a Paolo Buzzi, Milano 1958).
- Introduzione a Accordi e dissonanze di O. Ruotolo, Milano, Convivio Letterario, 1958.
- Come fu difesa l’orchestra della modernità, in G. Acquaviva, Futurismo 1909-1920-1961, Gastaldi, Milano 1962.
- Arancine di riso (formula del parolibero futurista Arm. Mazza), in F. T. Marinetti, Fillia, La cucina futurista, Longanesi & C., Milano 1986.